# Espai vectorial topològic
En matemàtiques, un espai vectorial topològic és una estructura bàsica que combina l'estructura algebraica d'un espai vectorial amb una estructura topològica.
El cos subjacent d'un espai vectorial topològic és un cos topològic, que en les aplicacions acostuma a ser el cos dels nombres reals R o el dels nombres complexos C.
Els espais vectorials topològics són eines fonamentals en anàlisi funcional. En aquest camp els elements dels espais vectorials topològics són típicament funcions definides en certs espais topològics, o operadors lineals entre altres espais vectorials topològics, i la topologia de l'espai és definida sovint per tal de captar una noció particular de convergència de successions de funcions.
Alguns tipus particulars molt importants d'espais vectorials topològics són els espais de Banach i els espais de Hilbert.

## Definició

Una família de veïnatges de l'origen amb les dues propietats anteriors determina de forma única un espai vectorial topològic. El sistema de veïnatges de qualsevol altre punt en l'espai vectorial s'obté per translació.

Un espai vectorial topològic X és un espai vectorial sobre un cos topològic K (sovint el cos de nombres reals o complexos amb les seves topologies estàndards) que és dotat d'una topologia tal que l'addició vectorial X × X → X i el producte per un K × X → X són funcions contínues.
Alguns autors (p. ex., Rudin) exigeixen que la topologia de X sigui un espai de Hausdorff, i alguns també exigeixen que la topologia de X sigui localment convexa (p. ex. un espai de Fréchet. Perquè un espai vectorial topològic sigui un espai de Hausdorff n'hi ha prou que l'espai sigui T0; llavors se segueix que l'espai també és T3½.
La categoria d'espai vectorial topològic sobre un cos topològic donat K es nota habitualment TVSK o TVectK. Els objectes són els espais vectorials topològics sobre K i els morfismes són les aplicacions K lineals contínues d'un objecte en un altre.

## Exemples
Tots els espais vectorials normats i, per tant, tots els espais de Banach i tots els Espais de Hilbert, són exemples d'espais vectorials topològics.
Tanmateix, hi ha espais vectorials topològics la topologia dels quals no sorgeix d'una norma però són d'interès en anàlisi. Exemples de tals espais són espais de funcions holomòrfiques sobre un domini obert, espais de funcions infinitament diferenciables, els espais de Schwartz, els espais de Funcions de test i els espais de distribucions. Tots aquests són exemples d'espais de Montel.
Un cos topològic és un espai vectorial topològic sobre cada un dels seus subcossos.

### Espais vectorials producte
Un producte cartesià d'una família d'espais vectorials topològics, quan està dotat de la topologia producte és un espai vectorial topològic. Per exemple, el conjunt X de totes les funcions f :R → R. X es pot identificar amb l'espai de producte RR i comporta una topologia producte natural. Amb aquesta topologia X es converteix en un espai vectorial topològic, anomenat l'espai de convergència puntual. La raó per a aquest nom és la següent: si (f n) és una successió d'elements en X, llavors f n té límitf en X si i només si fn(x) té límit f(x) per a tots els nombres reals x. Aquest espai és complet, però no normable: en efecte, tots els veïnatges de 0 en la topologia producte contenen línies, és a dir, conjunts K f per f ≠ 0.

## Estructura topològica
Un espai vectorial és un grup abelià respecte a l'operació d'addició, i en un espai vectorial topològic l'operació inversa és sempre contínua (ja que és el mateix que la multiplicació per −1). Per això, cada espai vectorial topològic és un grup topològic d'abelià.
Sia X un espai vectorial topològic. Donat un subespai {\displaystyle M\subset X}, l'espai quocient X/M amb la topologia quocient habitual és un espai vectorial topològic Hausdorff si i només si M és tancat. Això permet la construcció següent: donat un espai vectorial topològic X (que és probablement no Hausdorff), forma l'espai quocient X / M on M és la clausura de {\displaystyle \{0\}}. X / M és llavors un espai topològic vectorial Hausdorff que es pot estudiar en comptes de X.
En particular, els espais vectorials topològics són espais uniformes i així es pot parlar de completesa, convergència uniforme i continuïtat uniforme. (Això implica que tots els espais vectorials topològics Hausdorff siguin completament regulars.) Les operacions d'addició i la multiplicació per un escalar en un espai vectorial són de fet uniformement contínues. A causa d'això, es pot completar cada espai vectorial topològic i així és un subespai lineal dens d'un espai vectorial topològic complet.
Un espai vectorial topològic es diu que és normable si la seva topologia pot ser provocada per una norma. Un espai vectorial topològic és normable si i només si és Hausdorff i té un veïnatge fitat convex de 0.
Si un espai vectorial topològic és semi-metrizable, é a dir la topologia es pot donar per una semimètrica, llavors la semimètrica es poden escollir perquè sigui invariant per la translació. També, un espai vectorial topològic és metrizable si i només si és Hausdorff i té una base local comptable (és a dir, una base al veïnatge de l'origin).
Un operador lineal entre dos espais vectorials topològics que és continu en un punt és continu en tot el domini. A més, un operador lineal f és continu si f(V) està fitat per a algun veïnatge V de 0.
Un hiperplà en un espai vectorial topològic X és o dens o tancat. Un funcional lineal f en un espai vectorial topològic X té el nucli o bé dens o bé tancat. A més f és continu si i només si el seu nucli és tancat.
Tot espai vectorial topològic Hausdorff de dimensió finita és isomorf a Kn  (on {\displaystyle \mathbf {K} =\mathbf {C} } o {\displaystyle \mathbf {K} =\mathbf {R} }). En particular, un espai vectorial topològic Hausdorff és de dimensió finita si i només si és localment compacte.

## Nocions locals
Un subconjunt E d'un espai vectorial topològic X es diu que és
- equilibrat si {\displaystyle tE\subset E} per a tot escalar |t| ≤ 1
- fitat si per a tot veïnatge V de 0 {\displaystyle E\subset tV} quan t és prou gran.[4]

La definició de fitat es pot afeblir una mica; E és fitat si i només si cada subconjunt numerable de E és fitat. També E és fitat si i només si per a tots els veïnatges equilibrats V de 0, existeix t tal que {\displaystyle E\subset tV}. A més, quan X és localment convex, el fet de ser fitat es pot caracteritzar per seminormes: el subconjunt E és fitat sii cada seminorma contínua p és fitada a E.
Cada espai vectorial topològic té una base local de conjunts absorbents i equilibrats.
Una successió {\displaystyle \{x_{n}\}} es diu que és de Cauchy si per a tots els veïnatges V de 0, la diferència {\displaystyle x_{m}-x_{n}} pertany a V quan m i n són prou grans. Tota successió de Cauchy és fitada, encara que les xarxes de Cauchy o els filtres Cauchy poden no ser-ho. Un espai vectorial topològic on convergeixen totes les successions de Cauchy és seqüencialment complet, però pot no ser complet (en el sentit que els filtres de Cauchy convergeixin). Cada conjunt compacte és fitat.

## Tipus d'espais vectorials topològics
Depenent de l'aplicació normalment s'imposen restriccions addicionals a l'estructura topològica de l'espai. De fet, uns quants resultats fonamentals d'anàlisi funcional no es compleixen en general per a espais vectorials topològics: el teorema de la gràfica tancada, el teorema de la transformació oberta, i el fet que l'espai dual de l'espai separi punts en l'espai.
Sota hi ha alguns espais vectorials topològics comuns.
- Espais vectorials topològics localment convexos: aquí cada punt té una base local que consta de conjunts convexos. Per una tècnica coneguda com a funcionals de Minkowski es pot demostrar que un espai és localment convex si i només si la seva topologia pot ser definida per una família de seminormes. La convexitat local és el requisit mínim per arguments "geomètrics" com el Teorema de Hahn-banach.
- Espais abarrilats: espais localment convexos on es compleix el Teorema de Banach-Steinhaus.
- Espai de Montel: un espai abarrilat on tots els conjunts tancats i fitats són compactes
- Espai bornològic: un espai localment convex on els operadors lineals continus a qualsevol espai localment convex són exactament els operadors lineals fitats.
- Espais LF són límits d'espais de Fréchet. Espais ILLH són límits inversos d'Espais de Hilbert.
- Espais F són espais vectorials topològics complets amb mètrica un invariable per les translacions. Aquests inclouen els Espais Lp per a tot p > 0.
- Espais de Fréchet: aquests són espais convexos localment convexos on la topologia ve d'una mètrica invariant per les translacions, o el que és equivalent: d'una família numerable de seminormes. Molts espais interessants de funcions cauen din d'aquesta classe. Un espai F localment convex és un espai de Fréchet.
  - Espais nuclears: una classe d'espais de Fréchet on totes les aplicacions fitades de l'espai nuclear a un espai de Banach arbitrari són un operador nuclear.
- Espais normats i espais seminormats: espais localment convexos on la topologia es pot descriure per una única norma o seminorma. En espais normats un operador lineal és continu si i només si és fitat.
- Espais de Banach: espais vectorials normats complets. La majoria de l'anàlisi funcional es formula per espais de Banach.
- Espais De Banach reflexius: espais de Banach naturalment isomorfs al seu dual doble (vegeu més avall), el que assegura que es poden aplicar alguns arguments geomètrics. Un exemple important que és no reflexiu és L ¹, el dual del qual és L ∞ però està estrictament contingut en el dual de L ∞.
- Espais de Hilbert: aquests tenen un producte interior; tot i que aquests espais poden ser de dimensió infinita, se'ls pot aplicar la majoria dels raonaments geomètrics familiars per dimensions finites.
- Espais euclidians: Rn o Cn amb la topologia provocada pel producte interior estàndard. Com s'ha assenyalat en la secció anterior, per a un n finit donat, hi ha només un espai vectorial topològic n-dimensional, fins a l'isomorfisme. Se segueix d'això que qualsevol subespai de dimensió finita d'un TVS és tancat. Una caracterització de dimensionalitat finita és que un Hausdorff TVS és localment compacte si i només si és de dimensió finita (per tant isomorf a algun espai euclidià).

## Espai dual
Cada espai vectorial topològic V té un conjunt dual el conjunt V∗ format per tots els funcionals lineals continus, és a dir les aplicacions lineals contínues de l'espai al cos base K. Es pot definir Una topologia sobre el dual de forma que sigui la topologia més gran tal que l'aparellament dual V ∗ × V → K sigui continu. Això converteix el dual en un espai vectorial topològic localment convex. Aquesta topologia s'anomena la topologia feble. Aquesta pot no ser l'única topologia natural en l'espai dual; per exemple, el dual d'un espai Banach té una norma natural. Tanmateix, és molt important en aplicacions per les seves propietats de compacitat (vegeu teorema de Banach–Alaoglu).